# Маникат Янъков
Маникат Янъков или Янов е български революционер, горноджумайски войвода на Върховния македоно-одрински комитет.

## Биография
Маникат Янъков се включва във ВМОК. Участва като войвода в Горноджумайското въстание в 1902 година. Заедно с Никола Юрданов сформира чета, която има за цел да нападне Петрич. След потушаването на въстанието се оттегля в София.
Янъков загива в сражението при Кашина на 7 април 1905 година между четите на Юрдан Стоянов и Яне Сандански заедно с Асен Партениев, Давидко Милчев и Белювалията.